# Mittelmembach
Mittelmembach ist ein Gemeindeteil von Heßdorf im Landkreis Erlangen-Höchstadt (Mittelfranken, Bayern). Mittelmembach liegt in der Gemarkung Heßdorf.

## Geographie
Unmittelbar nordöstlich des Weilers liegt das Dorf Untermembach. Beide Orte liegen am Membach, der eine Kette von Weihern speist und ein rechter Zufluss der Seebach ist. Im Westen, Süden und Osten ist der Ort von einem zusammenhängenden Waldgebiet umgeben. Im Westen wird es Haidschlag genannt. Dort erhebt sich der Roschberg. Eine Gemeindeverbindungsstraße verläuft nach Obermembach (1,2 km südwestlich) bzw. nach Untermembach zur Kreisstraße ERH 14 (0,7 km nordöstlich).

## Geschichte
Der Ort wurde 1441 erstmals urkundlich erwähnt. Lehnsherr war das Hochstift Bamberg. Lehensträger waren zu dieser Zeit Nürnberger Patrizier, 1468 offensichtlich die Bamberger Dompropstei, die ihr Lehen an die Herren von Stiebar verkauften, denen bereits das Rittergut Aisch gehörte. 1738 verkauften diese ihr Rittergut samt allen Zugehörungen an die Herren von Schönborn.
Gegen Ende des 18. Jahrhunderts gab es in Mittelmembach zwei Anwesen (2 Höfe). Das Hochgericht übte das bambergische Centamt Herzogenaurach aus. Alleiniger Grundherr war die Schönborn’sche Herrschaft Pommersfelden.
Im Rahmen des Gemeindeedikts wurde Mittelmembach dem 1811 gebildeten Steuerdistrikt Hammerbach zugeordnet. Es gehörte der 1818 gegründeten Ruralgemeinde Heßdorf an. Zwei Güter unterstanden in der freiwilligen Gerichtsbarkeit bis 1848 dem Patrimonialgericht Pommersfelden (bis 1848).

### Baudenkmäler
- Haus Nr. 11: Ehemaliges Wohnstallhaus
- Kruzifix

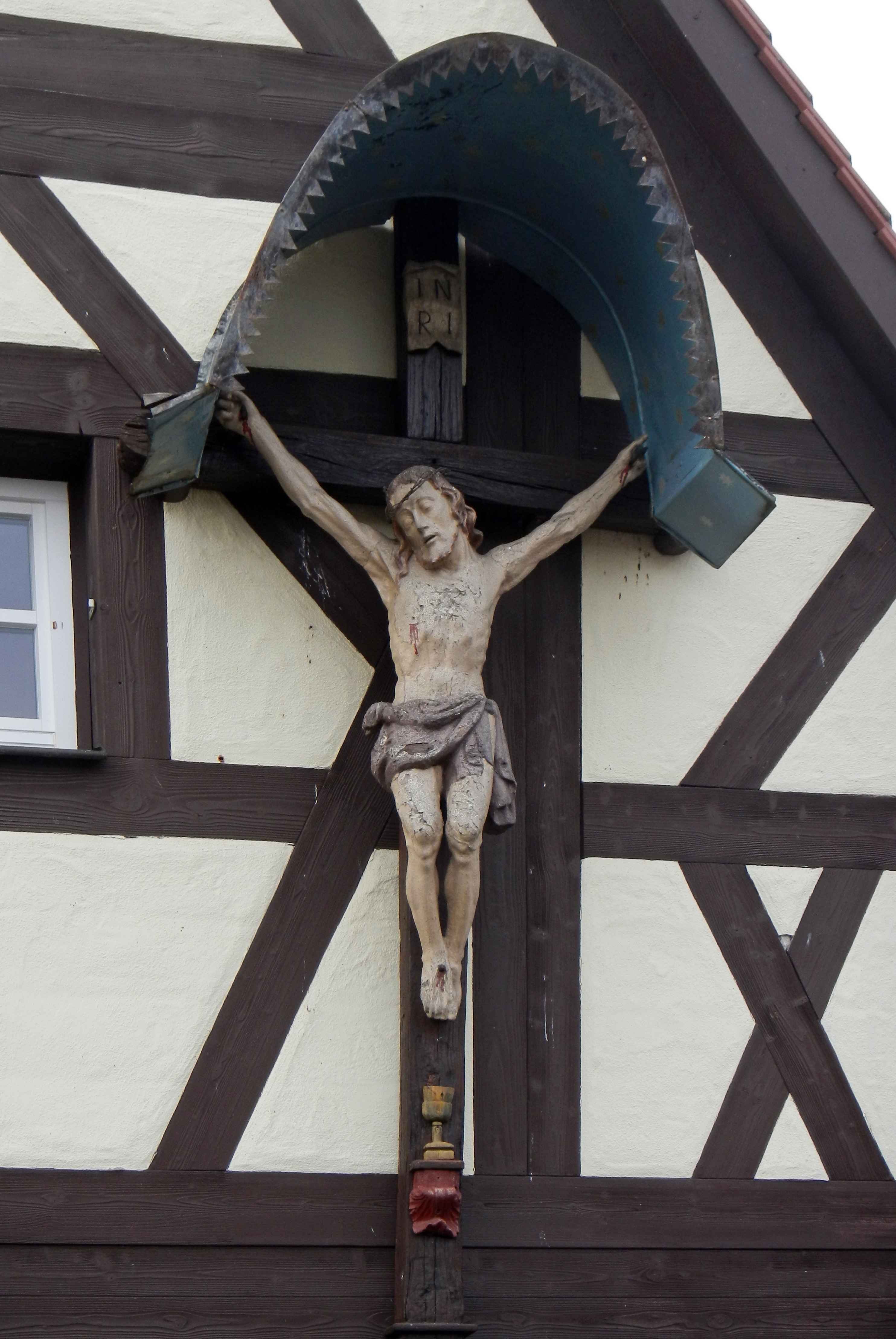
Kruzifix am Wohnstallhaus Nr. 11
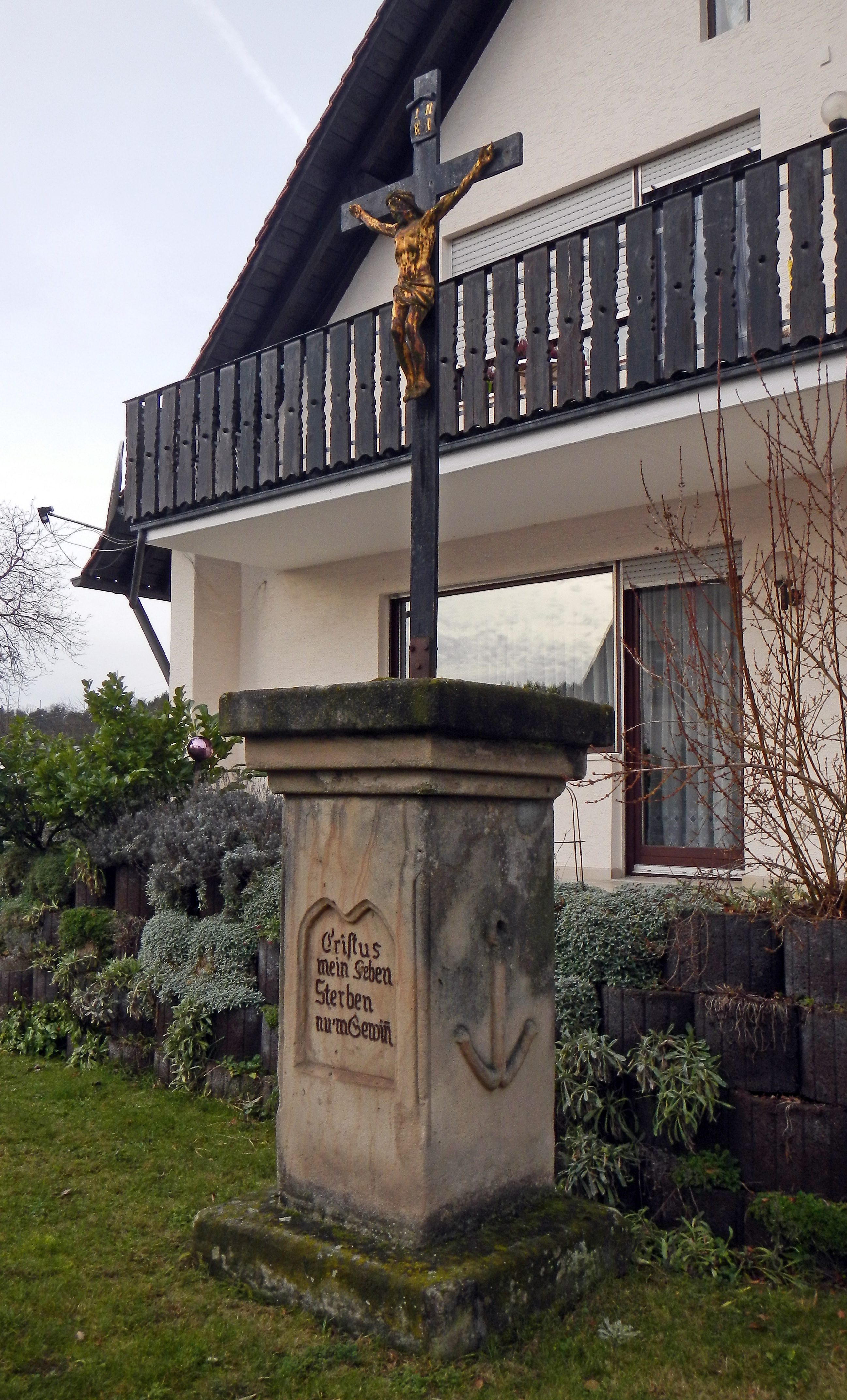
Gusseisenkreuz auf hohem Sandsteinsockel

### Einwohnerentwicklung
| Jahr      | 001818 | 001861 | 001871 | 001885 | 001900 | 001925 | 001950 | 001961 | 001970 | 001987 | 002022 |
| Einwohner | 32     | 21     | 27     | 28     | 29     | 32     | 31     | 51     | 59     | 38     | 57     |
| Häuser    | 4      |        |        | 5      | 5      | 5      | 5      | 9      |        | 7      |        |
| Quelle    | [ 9 ]  | [ 10 ] | [ 11 ] | [ 12 ] | [ 13 ] | [ 14 ] | [ 15 ] | [ 16 ] | [ 17 ] | [ 18 ] | [ 1 ]  |

## Religion
Der Ort ist römisch-katholisch geprägt und war ursprünglich nach St. Xystus (Büchenbach) gepfarrt, seit dem 19. Jahrhunderts ist die Pfarrei Geburt Mariens (Hannberg) zuständig. Die Einwohner evangelisch-lutherischer Konfession sind nach St. Kilian (Kairlindach) gepfarrt.